# Museu de Tanques (Bovington)
O Museu de Tanques (em inglês:  The Tank Museum), anteriormente O Museu de Tanques de Bovington (em inglês:  The Bovington Tank Museum), é uma coleção de veículos blindados de combate no Campo de Bovington em Dorset, no sudoeste da Inglaterra. Fica a cerca de 1,6km ao norte da vila de Wool e 19km a oeste do porto principal de Poole. A coleção traça a história do tanque. Com quase 300 veículos em exposição, provenientes de 26 países, é a maior coleção de tanques e a terceira maior coleção de veículos blindados do mundo; o Musée des Blindés, na França, possui uma coleção de 880 veículos blindados, embora inclua menos tanques que Bovington. Seu acervo inclui o Tiger 131, o único exemplar funcional de um tanque alemão Tiger I, e um Mark I britânico da Primeira Guerra Mundial, o tanque de combate sobrevivente mais antigo do mundo. É o museu do Royal Tank Regiment e do Royal Armored Corps e é uma instituição de caridade registrada.

## História

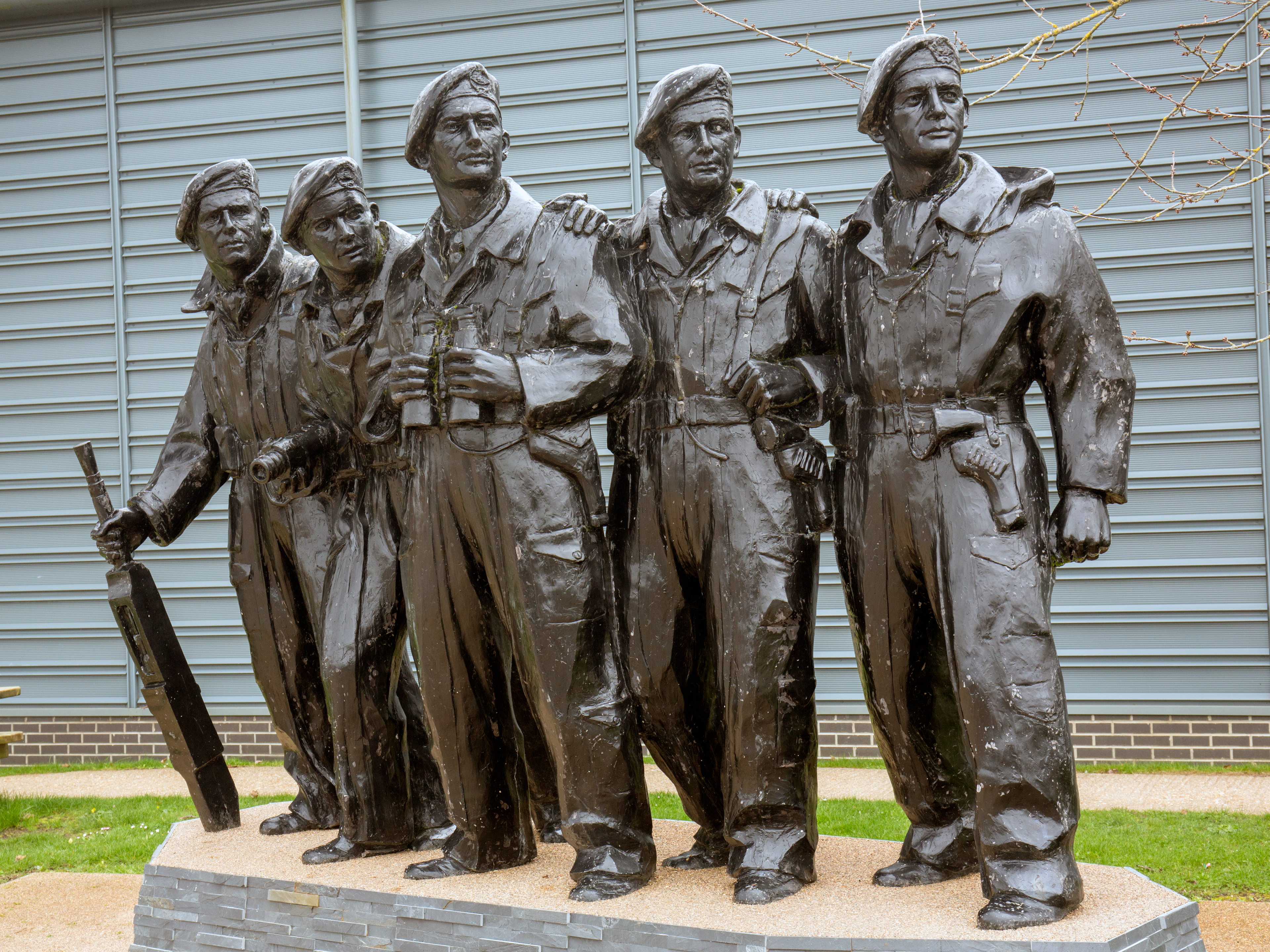
Memorial do Regimento Real de Tanques (RTR).

O escritor Rudyard Kipling visitou Bovington em 1923 e, após ver os tanques danificados que haviam sido recuperados no final da Primeira Guerra Mundial, recomendou a criação de um museu. Assim, foi criado um galpão para abrigar o acervo, mas só foi aberto ao público em 1947.
George Forty, nomeado diretor do museu em 1982, ampliou e modernizou a coleção. Aposentou-se em 1993, após o que foi nomeado OBE. David Fletcher, que era historiador do museu desde 1982, aposentou-se em 2012 e também foi nomeado MBE "por seus serviços prestados à história da guerra blindada".
O museu criou seu próprio canal no YouTube para ensinar sobre os tanques em janeiro de 2010. Os primeiros episódios foram, em grande parte, assuntos únicos de funcionários do museu falando sobre tanques específicos da coleção e seu papel na história, com séries notáveis lideradas por Fletcher chamadas "Tank Chats". O canal tem mais assinantes no YouTube do que museus famosos como o Museu Metropolitano de Arte, e o Louvre; e obteve mais de 100 milhões de visualizações em seus vídeos até abril de 2023, o primeiro canal de museu a atingir tal marco.
Durante a Guerra Russo-Ucraniana, o museu de tanques foi capaz de fornecer plantas técnicas e amostras de lagartas de equipamentos soviéticos, permitindo assim que a Cook Defense Systems fabricasse as referidas lagartas para uso pela Ucrânia.

## Salas de exposição

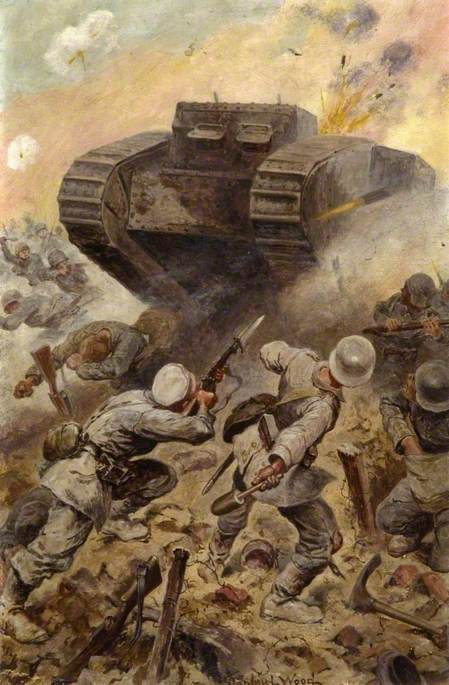
Um Ataque de Tanques, 1916, pintura de Stanley Llewelyn Wood exposta no museu.

### Salão da Primeira Guerra Mundial
Além de conter a maioria dos tanques do museu da Primeira Guerra Mundial, o salão conta a história dos homens que tripularam os primeiros tanques entre 1916 e 1918, sendo chamada Tank Men.
- Tanques em destaque: Tanque Mark I, IV, V (um dos poucos tanques da Primeira Guerra Mundial ainda em funcionamento), tanques "Liberty" IX e Mark VIII.

### Salão do Entre-Guerras
Este salão explora a ascensão dos tanques e o papel da cavalaria na Frente Ocidental, com a exposição War Horse to Horsepower (Do Cavalo de Guerra ao Cavalo de Potência, em tradução livre).
- Veículos em destaque: Vickers A1E1 Independent, carro blindado Peerless e tanque leve Vickers, Mark II.

### Salão da Segunda Guerra Mundial
Este salão exibe a maior seção do museu, com veículos militares da maioria das nações envolvidas naquele conflito.
- Veículos em destaque: Panzer I, III, IV, Stug III, Tiger II, Jagdpanzer 38(t), Jagdpanther, Jagdtiger, Sd.Kfz. 251, Somua S35, Comet I, Matilda Mk I, A38 Valiant, Ram Cruiser Mk II, M24 Chaffee, M4 Sherman, 17pdr SP Achilles, M48 Patton, M26 Pershing, T17E1 Staghound, planador Hamilcar, DUKW, SU-76, T-26, KV-1, L3/33 LF, M13/40, Tortoise e Black Prince.

### Grupo de Batalha Afeganistão
Este salão contém a exposição Grupo de Batalha Afeganistão (em inglês:  Battlegroup Afghanistan). Os homens do Corpo Blindado Real (em inglês:  Royal Armored Corps, RAC) estiveram envolvidos em alguns dos combates mais ferozes desde a Segunda Guerra Mundial.
- Tanques em destaque: Conqueror, Chieftain, Challenger 1 e TOG2.

### Salão da Guerra Fria
Coleção de veículos da Guerra Fria e do Golfo.
- Tanques em destaque: Tog II, Chieftain e Centurion.

### Tanques pelas Memórias - Exposição Tanques na Cultura Popular

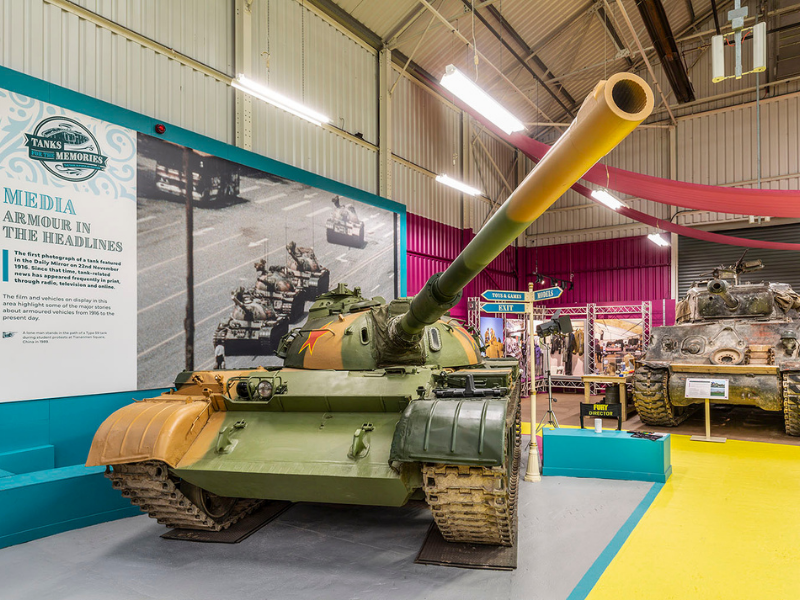
Tanques na Exposição da Cultura Popular.

Novidade para 2023, “Tanques para as Memórias: O Tanque na Cultura Popular”, foi criado para o 100º aniversário do Museu de Tanques. É uma exposição que mostra como o tanque se tornou um ícone cultural por meio da fabricação de diversos brinquedos, jogos, maquetes e da produção de obras de arte, livros, quadrinhos, videogames e filmes.
- Tanques em destaque: Mark IV.

### O Salão de Histórias do Tanque
Este salão abriga alguns dos tanques e veículos mais importantes da história, com um acervo de apoio abrigado em uma exposição multimídia. Segue a história do tanque, desde a sua invenção em 1915 até o século XX e no futuro:
- Tanques em destaque: Little Willie (o precursor dos tanques britânicos), Whippet, Renault FT, Char B1, Panzer II, Tiger 131, M3 Grant, T-34, Panther, DD Sherman, Churchill Mk VII, Sherman Firefly, M48 Patton, T-72, T-62 e Challenger 2.

### Sala Memorial do Corpo Blindado Real
A Sala Memorial foi criada em parceria com o Royal Armored Corps Memorial Trust e comemora o sacrifício de quase 13.000 soldados do Corpo Blindado Real que morreram em serviço desde que o Corpo foi fundado em 1939. A Sala Memorial abriga os Livros de Memória (em inglês:  Books of Remembrance), uma versão digitalizada e pesquisável do Quadro de Honra, e vídeos sobre aqueles que lutaram no RAC.
O Centro de Conservação de Veículos oferece cobertura para maior parte do acervo e expõe veículos que antes não eram vistos pelo público:
- Tanques em destaque: Charioteer, M41 Bulldog, M103, M60 Patton, T-54, T-55 iraquianos e da Guerra Fria, BMP-1, AMX-30, Type 69, Infanterikanonvagn 91, A33 Excelsior, T14 e SU-100 .

## Galeria

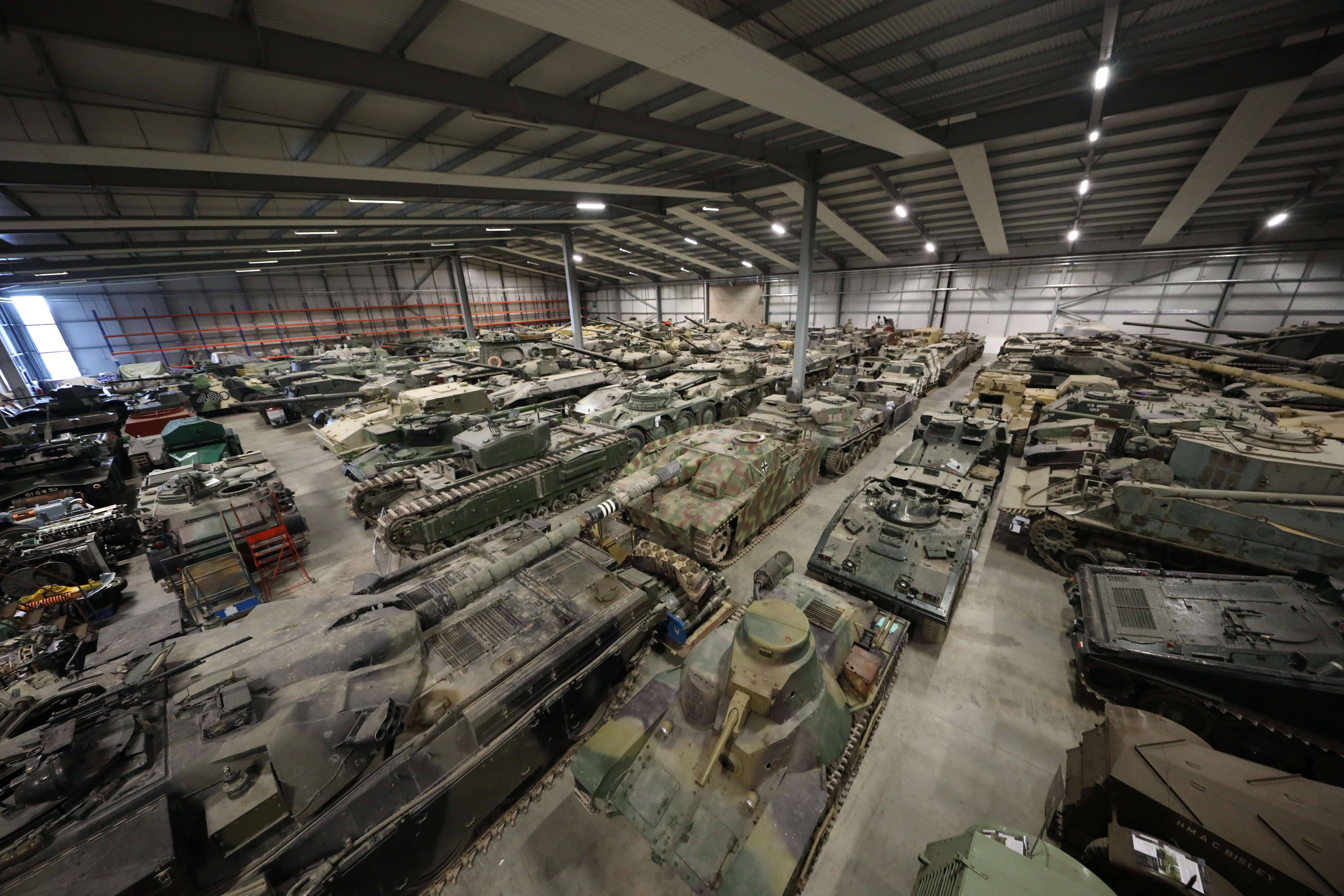
O interior do Centro de Conservação de Veículos.
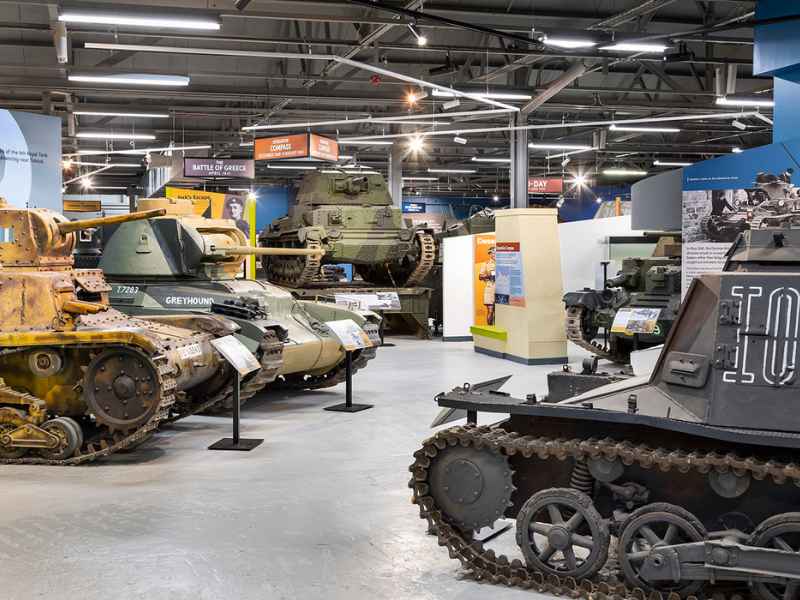
Salão de histórias da 2ª Guerra Mundial.
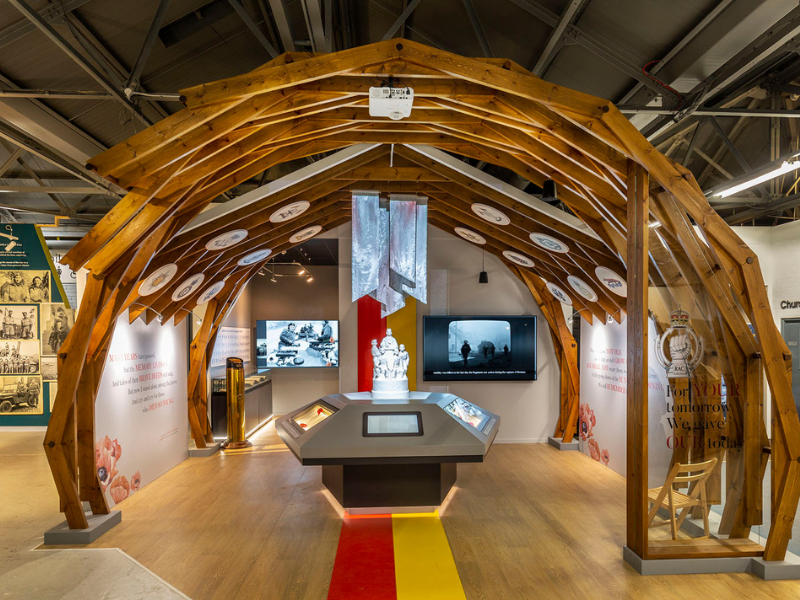
Sala Memorial do RAC.
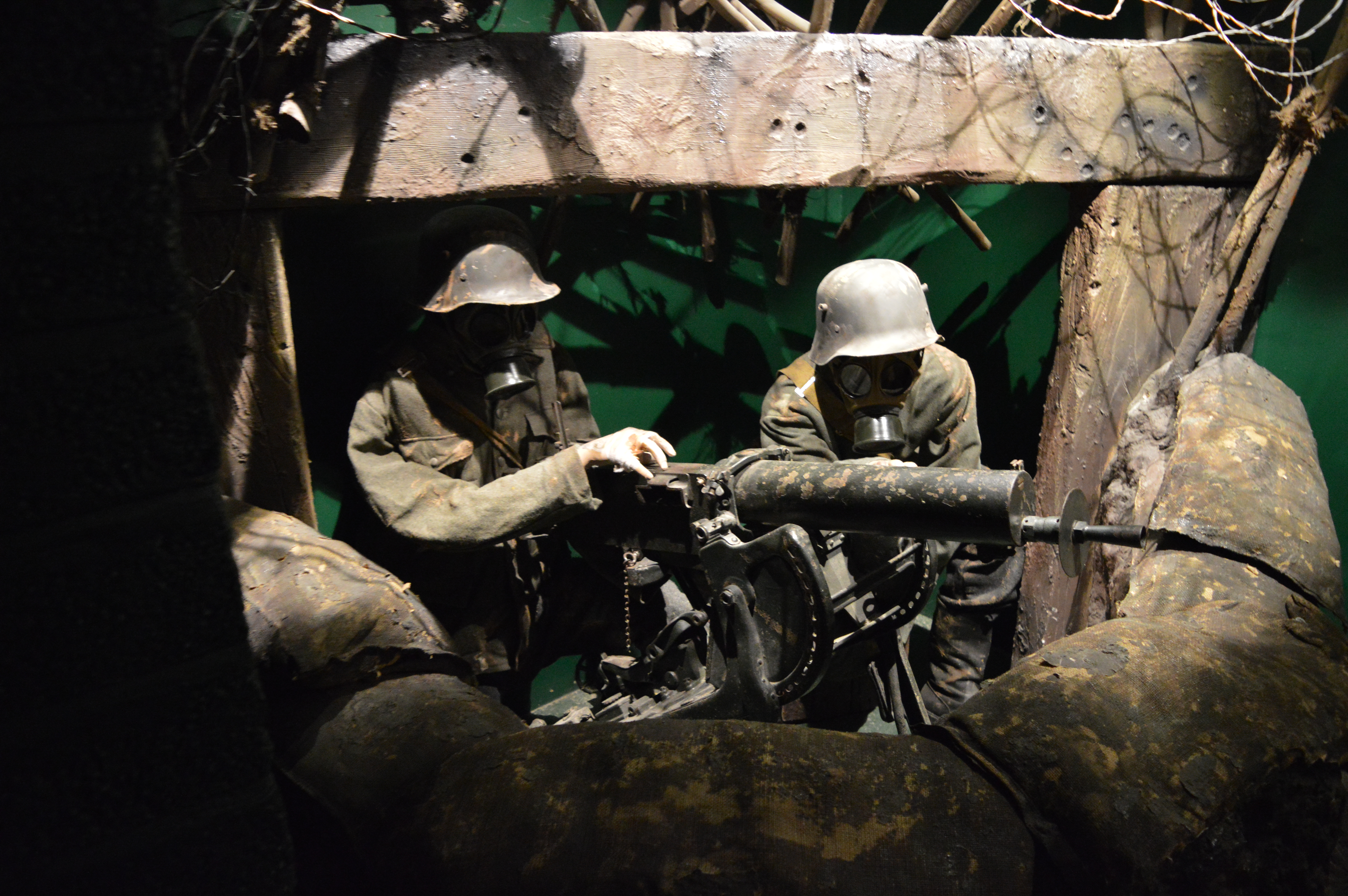
Diorama de um ninho de metralhadora alemão em uma trincheira, na Primeira Guerra Mundial.
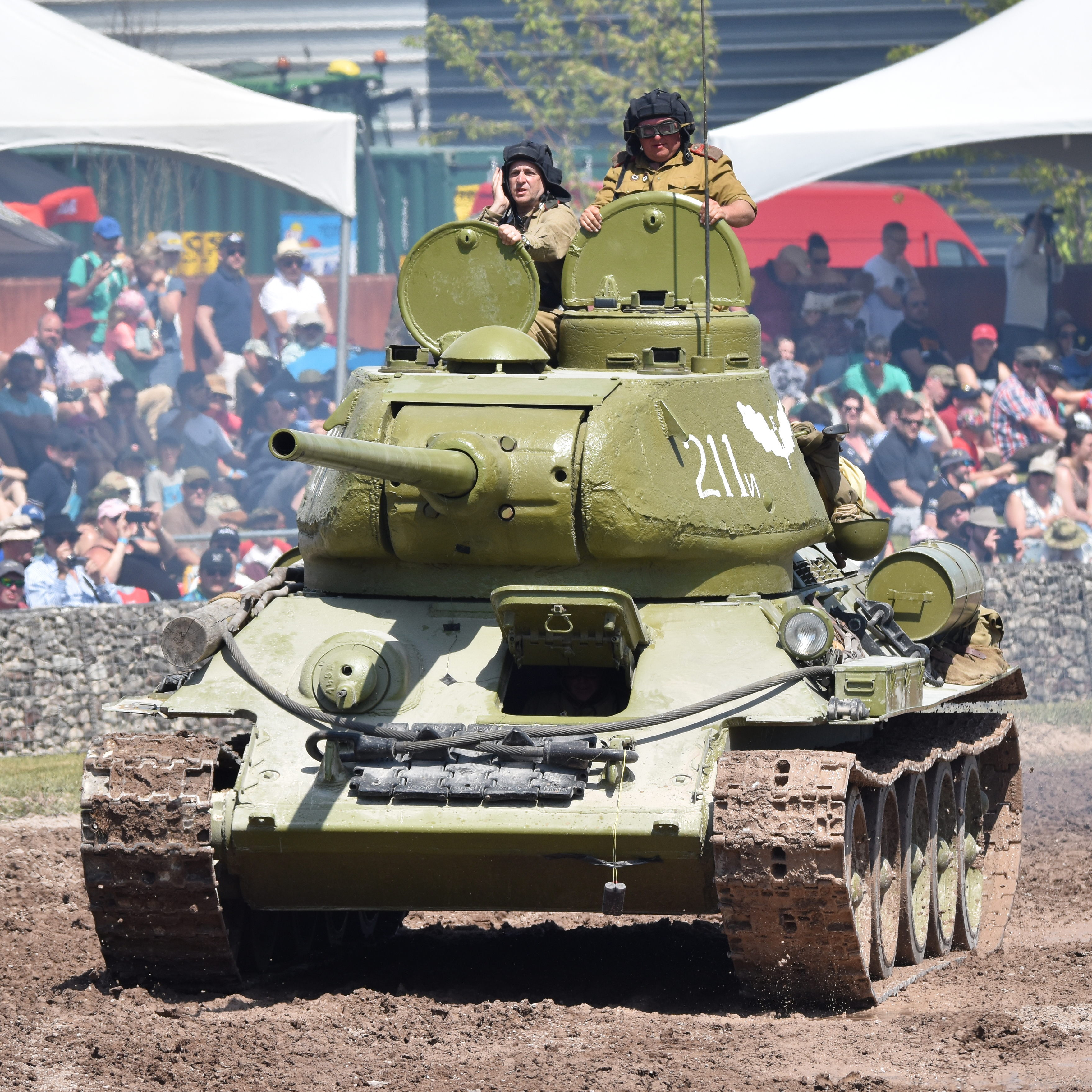
T-34-85 "211и" no TankFest 2019 em Bovington.
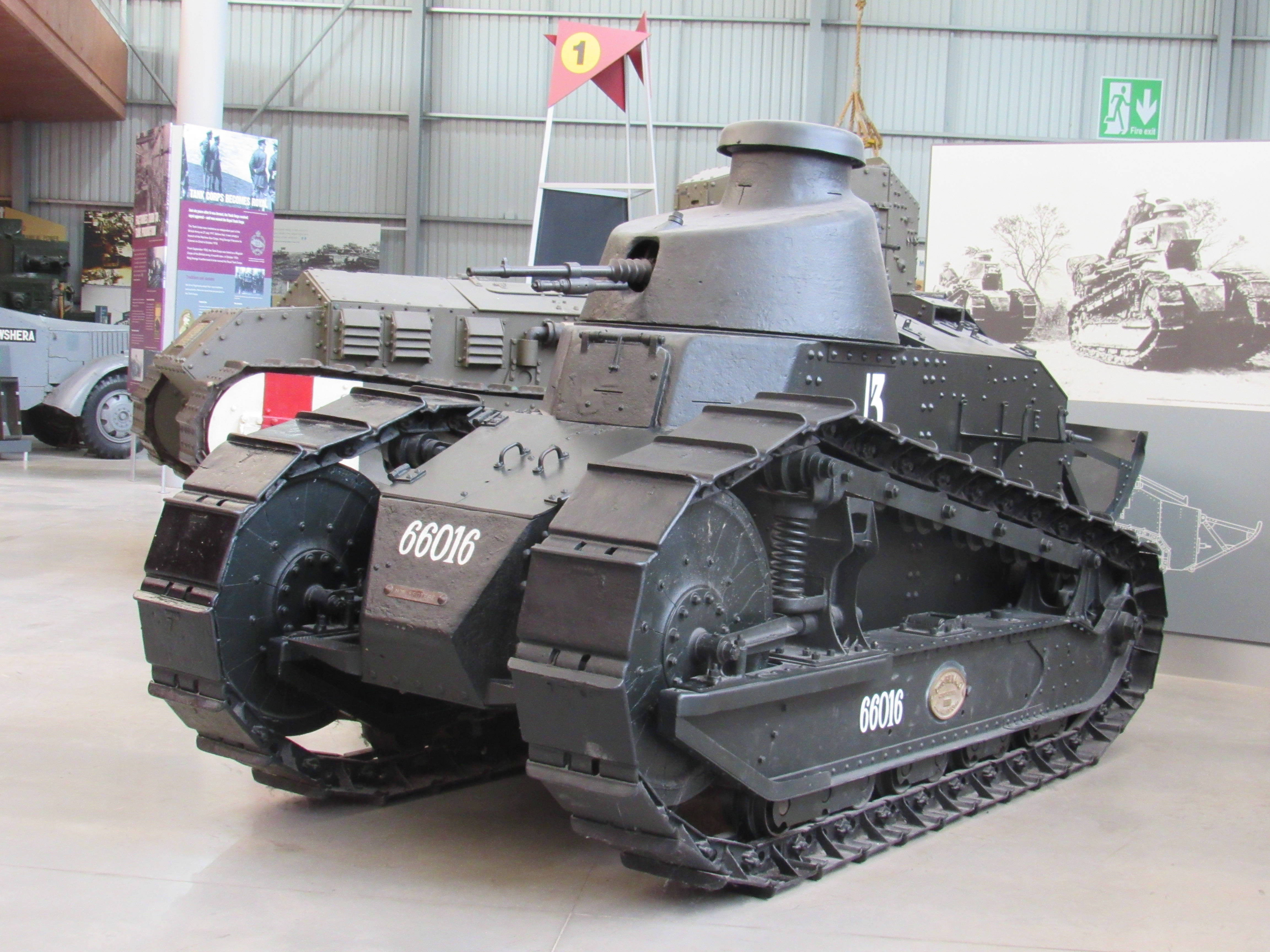
Tanque Renault FT-17 francês. Esta versão tem uma torre arcaica e é um modelo de treinamento sem blindagem.
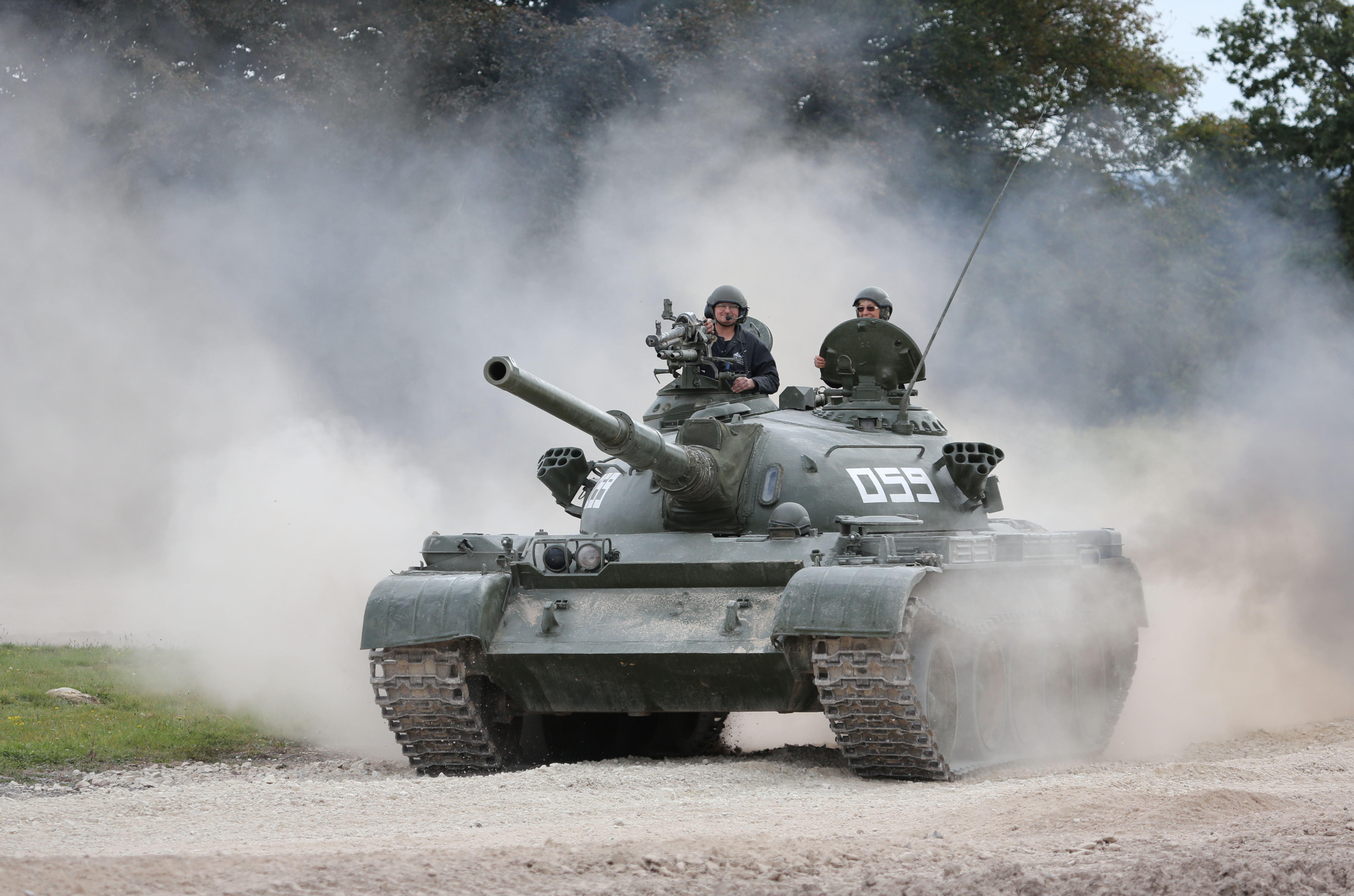
Tanque Tipo 59 chinês no Tankfest 2014.
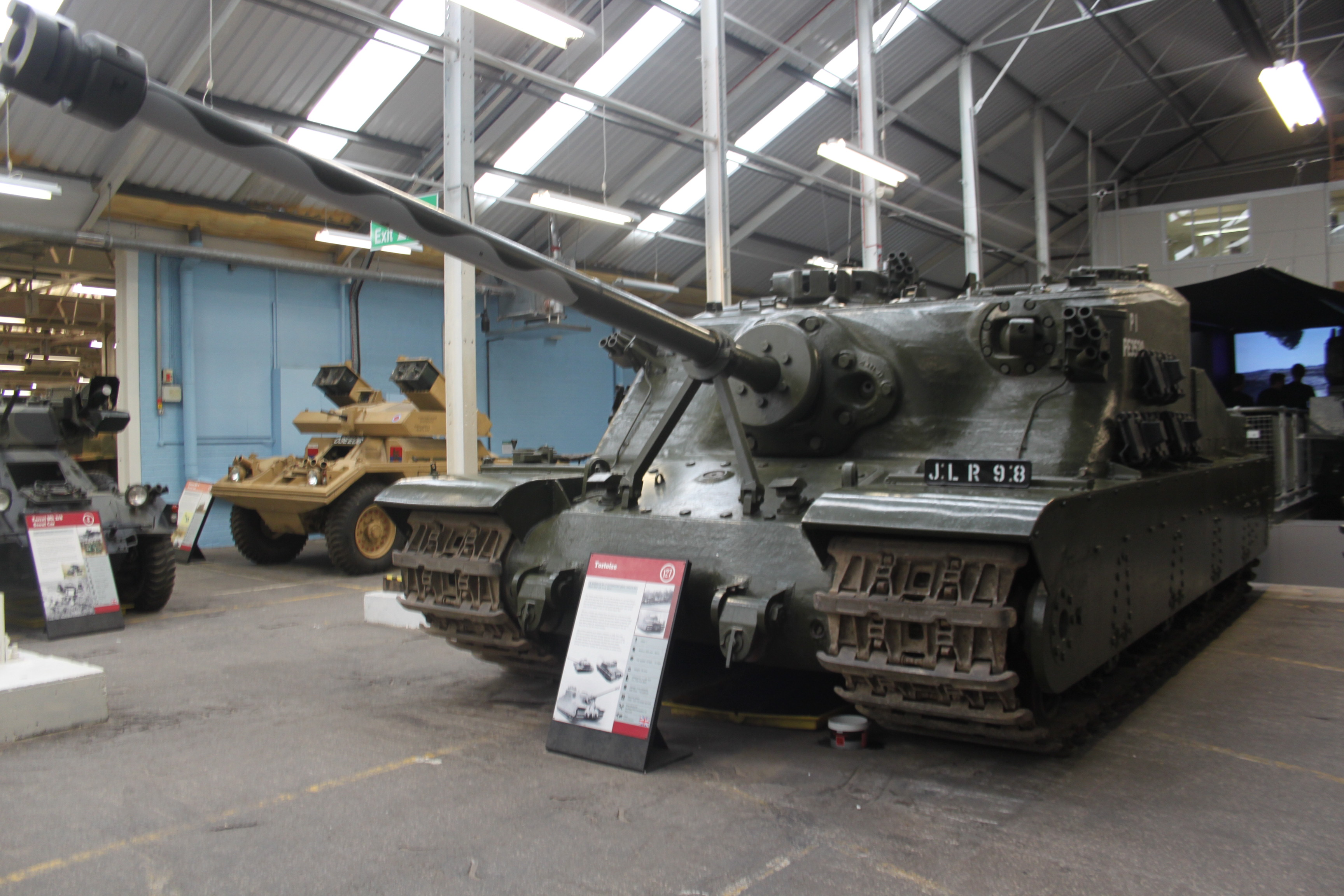
Tanque pesado de assalto Tortoise britânico.
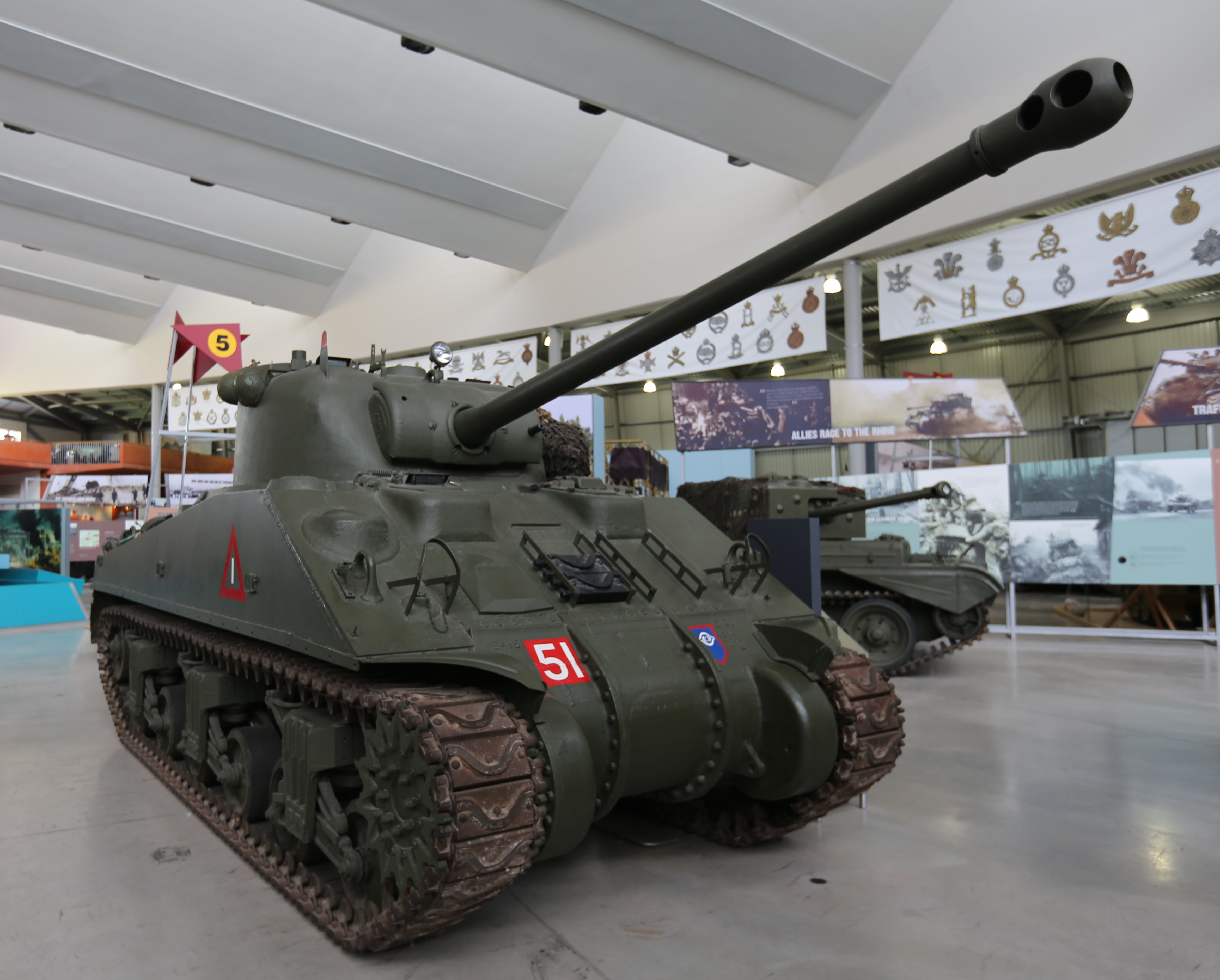
Sherman Firefly britânico.
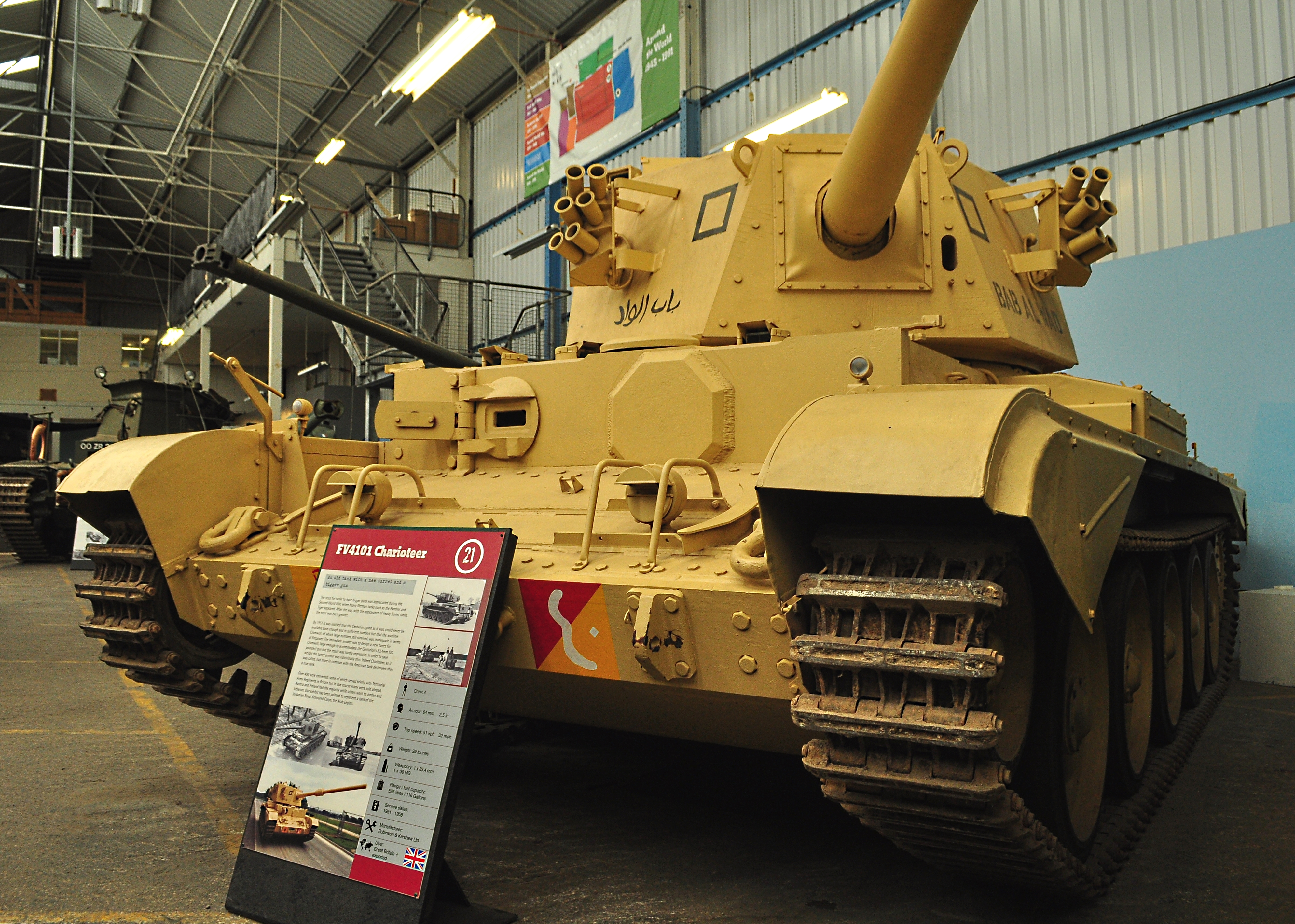
Tanque FV4101 Charioteer.
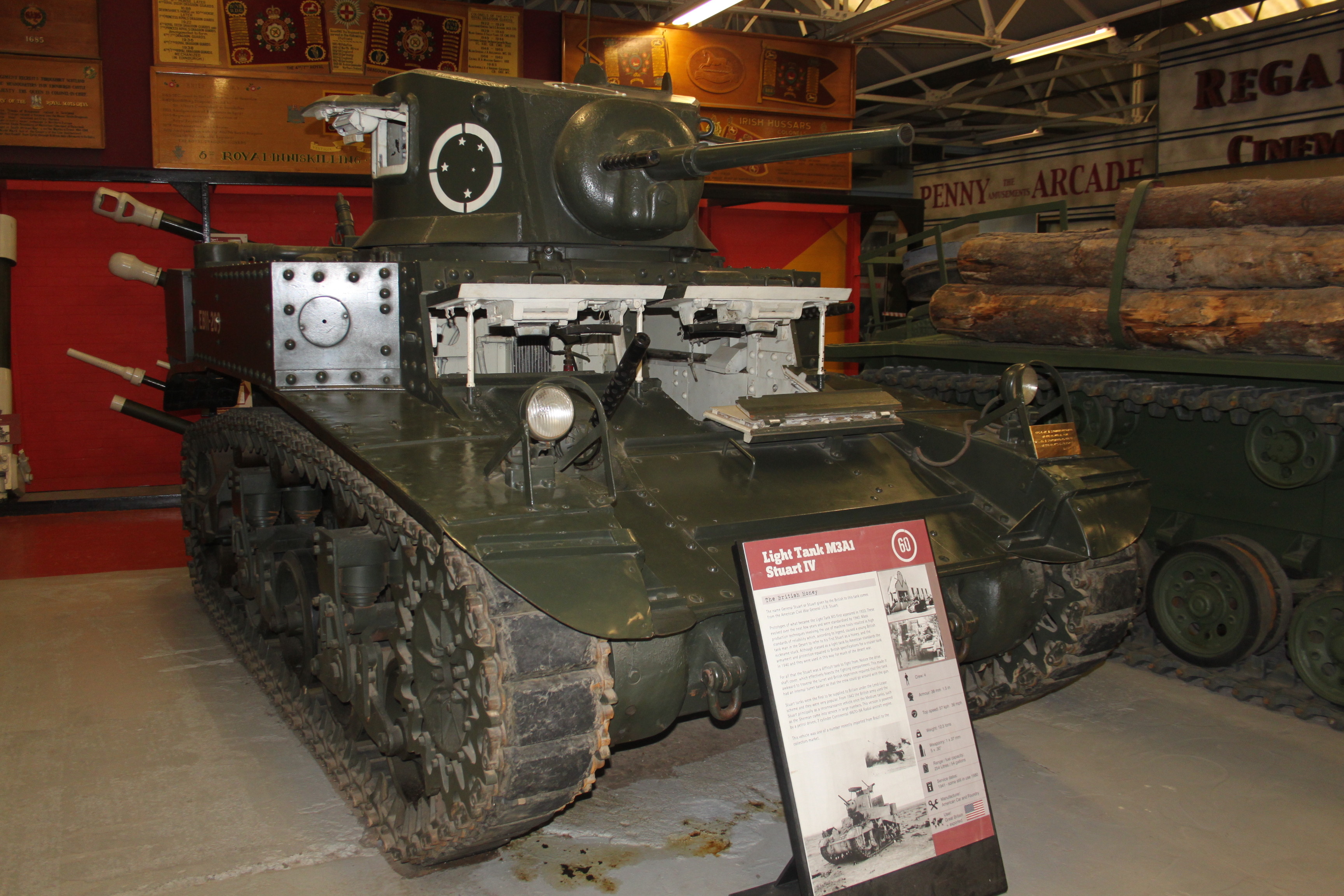
Tanque leve M3A1 Stuart híbrdo americano do pré-guerra. Foi doado pelo Exército Brasileiro ao museu e é pintado na cor verde-oliva com o emblema antigo.
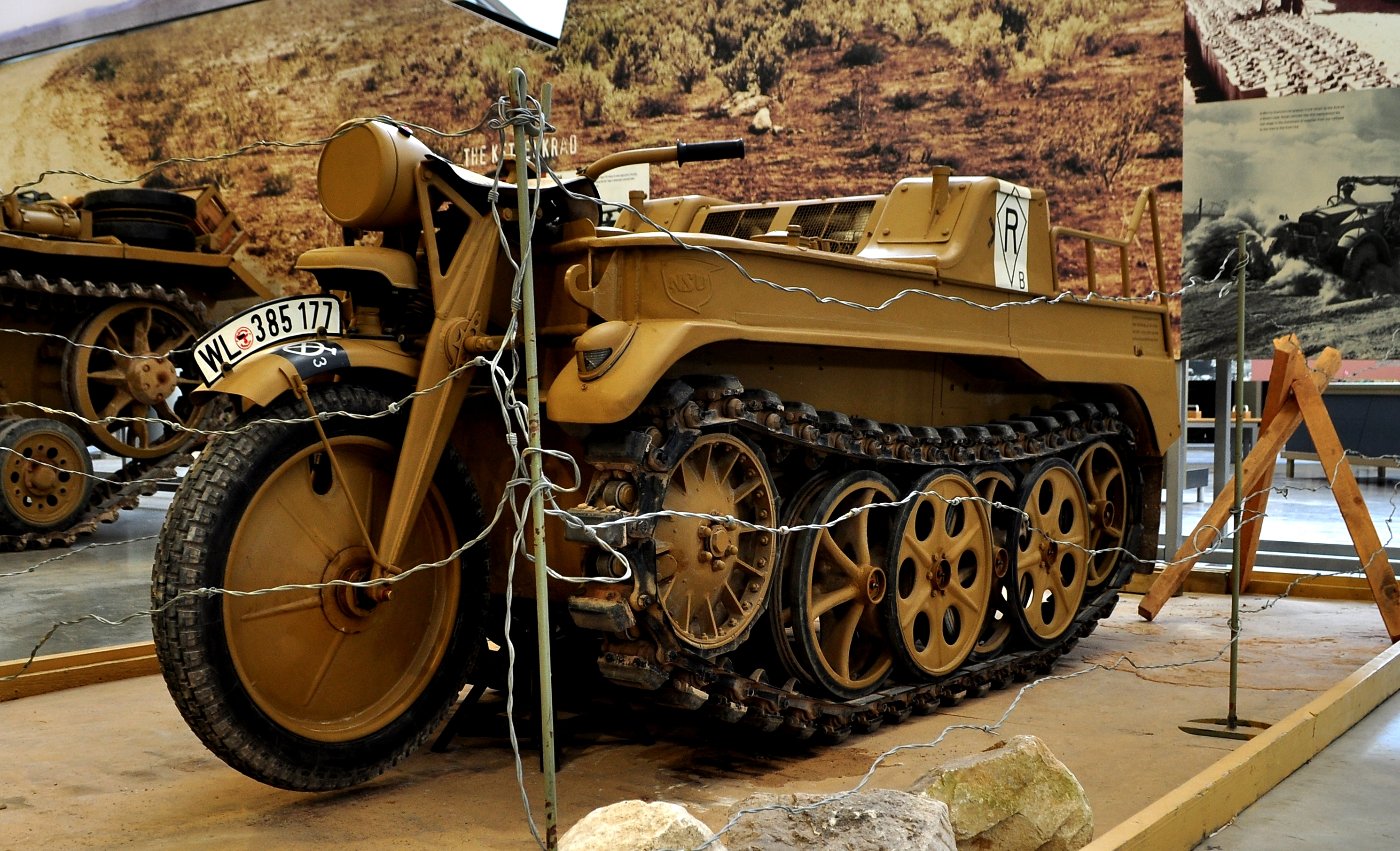
Motocicleta meia-lagarta SdKfz 2 Kettenkrad alemã. Este exemplar foi usado no filme O Resgate do Soldado Ryan e na captura de movimento no jogo Sniper Elite 5: France.
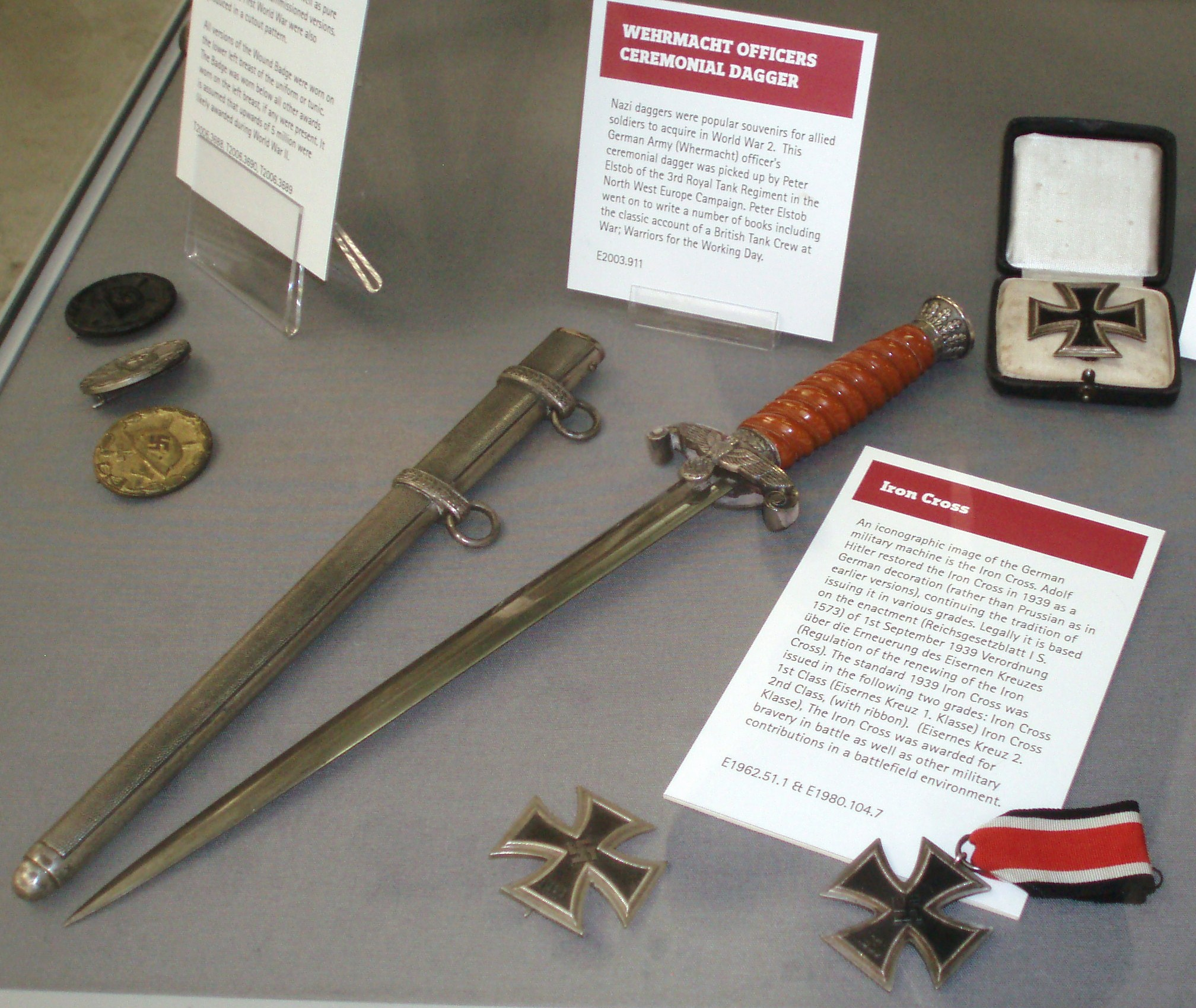
Memorabília alemã da Wehrmacht, com adaga cerimonial junto a modelos do Distintivo de Ferimento e da Cruz de Ferro.

## Filme
A coleção do museu inclui o Tiger 131, um Tiger I capturado na Tunísia em abril de 1943 e totalmente restaurado à condição de funcionamento pelas oficinas em Bovington. Este é o único Tiger I em funcionamento foi usado no filme Fury, estrelando Brad Pitt. A réplica do tanque Mark IV construída para o filme Cavalo de Guerra.